# 春風亭吉好
春風亭 吉好（しゅんぷうてい よしこう、1980年12月12日 - ）は、千葉県流山市出身の落語家。本名は吉見 元気。落語芸術協会所属の真打。

## 経歴
千葉大学中退。大学在学中は落語研究会に所属。
2009年6月、五代目春風亭柳好に入門。同年8月、楽屋入り。同年9月、新宿末広亭において初高座、演目は「たらちね」。2013年8月、中席より二ツ目に昇進。
2023年5月1日より桂翔丸、柳亭明楽と共に真打に昇進。
2024年11月、富士見ファンタジア文庫文庫よりライトノベル作家としてデビューする事が発表された。

## 人物
趣味は料理と漫画・アニメ・特撮・ゲームと公言している。前者は料理人を目指していた両親に仕込まれ、後者は業界内で随一のマニアを自負しており、一番思い入れの強い作品に『機動戦艦ナデシコ』を挙げている。また、落語をヲタクネタでパロディした新作ヲタク落語や改作落語も手がけており、定期的に人気声優を招いたトークショーと落語を披露する「ヲタク落語会もえよせ」（通称もえよせ）、同じ協会に所属する後輩講談師の神田桜子とは「ヨシコサクラコ」というオタク向けの落語、講談を配信している。新型コロナウイルスが流行している2020年以降は自身の活動の他に、盛んになってきたオンライン配信での落語会や関連イベントの機材サポーターとして落語家仲間の助太刀に入る事も多くなってきている。

## 出演
- ネットラジオ「ファミコン名人の教え公開イベント」
- ニコニコ生放送 「高橋名人のゲッチャ 16shotTV」
- テレビ東京系「特捜警察ジャンポリス 銀魂落語の回」
- NHKBS「TOKYOディープ!」
- ニッポン放送「新発見！アニめぐ」
- 寄席チャンネル「ヲタク落語会CSもえよせ」メインパーソナリティ
- テレビ東京系「あにむす おそ松さん落語の回」
- 「ニコニコチャンネル ヲタク落語会ニコニコもえよせ」メインパーソナリティ
- zabu-1 グランプリ2023（BSフジ、2023年2月4日）

## 著書
- 『魔王は扇子で蕎麦を食う ～落語魔王与太噺～』 著者：春風亭吉好、イラスト：絵葉ましろ、協力：落語芸術協会 （KADOKAWA ファンタジア文庫） 2025年3月 ISBN 9784040758176 [7]